# Pumpernickel

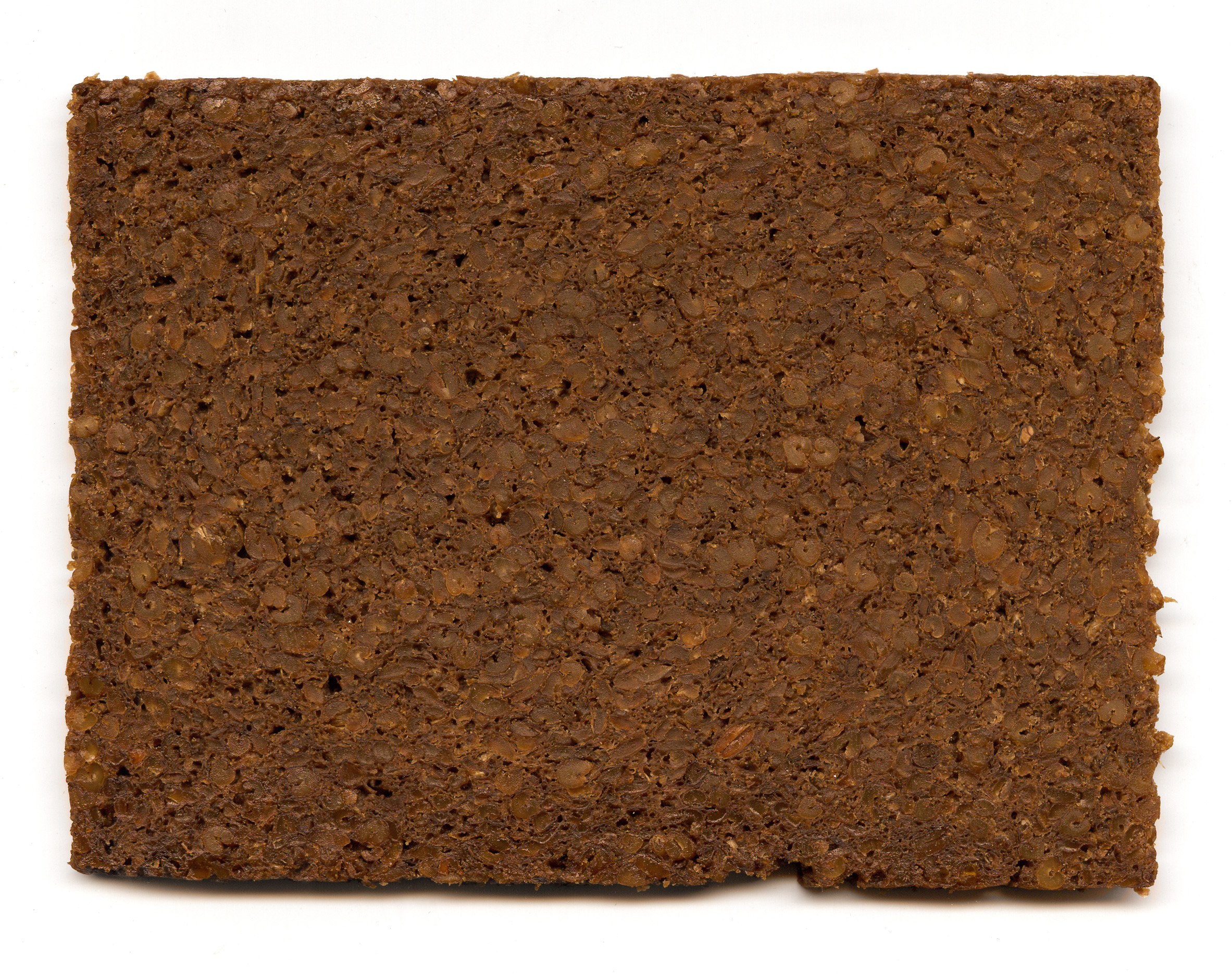
Una llesca de pumpernickel a l'estil alemany

El Pumpernickel és un tipus de pa de sègol d'origen alemany.
Tradicionalment es feia amb grans de sègol molts toscament. Actualment es fa amb una combinació de farina de sègol i petites fruites seques. S'ha associat amb el territori alemany de Westfàlia.
Les característiques que defineixen el pumpernickel de Westfàlia són l'ús de gra de sègol molt toscament i el llarg temps de panificació que és el que li dona un color molt fosc característic. Sovint es prepara amb la tradicional pasta mare també anomenat (cap de feina).

## Tipus de pumpernickel
N'hi ha dos tipus principals: l'estil alemany i l'estil dels jueus d'Amèrica.
- Estil alemany: Fet quasi completament de sègol i utilitzant la pasta mare com a iniciador de la fermentació, sense agents colorants, té aroma de terra la molla molt atapeïda i gairebé sense crostra. S'associa a productes de luxe, salmó fumat i caviar.
- Estil del jueus de Nord-amèrica: Amb un pa de sègol més semblant al nord-americà i fet amb una barreja de farines de sègol (per donar gust) i de blat (per donar estructura). Com a colorant s'afegeix melassa, cafè, coco en pols i altres. S'utilitza llevat comercial i comí de prat per donar gust.